# Derhatchi
Derhatchi (en ukrainien : Дергачі) ou Dergatchi (en russe : Дeргaчи) est une ville de l'oblast de Kharkiv, en Ukraine. Sa population s'élevait à 17 139 habitants au 1er janvier 2022.

## Géographie

### Situation
Derhatchi se trouve à 17 km au nord-ouest de Kharkiv et à 400 km à l'est de Kiev. Elle est assise sur la rive est de la rivière Lopan, affluente de la rivière Oudy, dans le bassin hydrographique du Donets, principal affluent du fleuve Don.

## Histoire

### Origine
La localité a d'abord été une petite sloboda cosaque, fondée au XVIIe siècle.
Elle est mentionnée pour la première fois en 1689, en relation avec l'attaque des Tatars de Crimée.

### XXesiècle
En 1928, une briqueterie est construite. En 1930 est créée une station de machines et de tracteurs (en).

#### Seconde Guerre mondiale
Pendant la Seconde Guerre mondiale, l'armée allemande occupa la ville à deux reprises : d'abord du 22 octobre 1941 au 13 février 1942 (pendant 114 jours), puis du 10 mars 1943 au 19 août 1943 (162 jours).
Derhatchi a le statut de ville depuis 1977 .

### XXIesiècle
Pendant l'invasion russe de l'Ukraine en 2022, la ville subit des bombardements et des combats dans le cadre de la bataille de Kharkiv, faisant des victimes civiles. Le 12 mai, le palais de la culture local est bombardé par un MLRS BM-27 Uragan, faisant deux morts et quatre blessés.

## Population
Recensements (*) ou estimations de la population :
| 1939*  | 1959*  | 1970*  | 1979*  | 1989*  |
| ------ | ------ | ------ | ------ | ------ |
| 18 379 | 20 967 | 21 818 | 22 536 | 22 915 |

| 2001*  | 2010   | 2011   | 2012   | 2013   |
| ------ | ------ | ------ | ------ | ------ |
| 20 258 | 18 341 | 18 194 | 18 162 | 18 154 |

| 2014   | 2015   | 2016   | 2017   | 2018   |
| ------ | ------ | ------ | ------ | ------ |
| 18 210 | 18 223 | 18 202 | 18 075 | 17 896 |

| 2019   | 2020   | 2021   | 2022   | - |
| ------ | ------ | ------ | ------ | - |
| 17 781 | 17 655 | 17 433 | 17 139 | - |

## Jumelages
Sosnowiec (Pologne)

## Culture

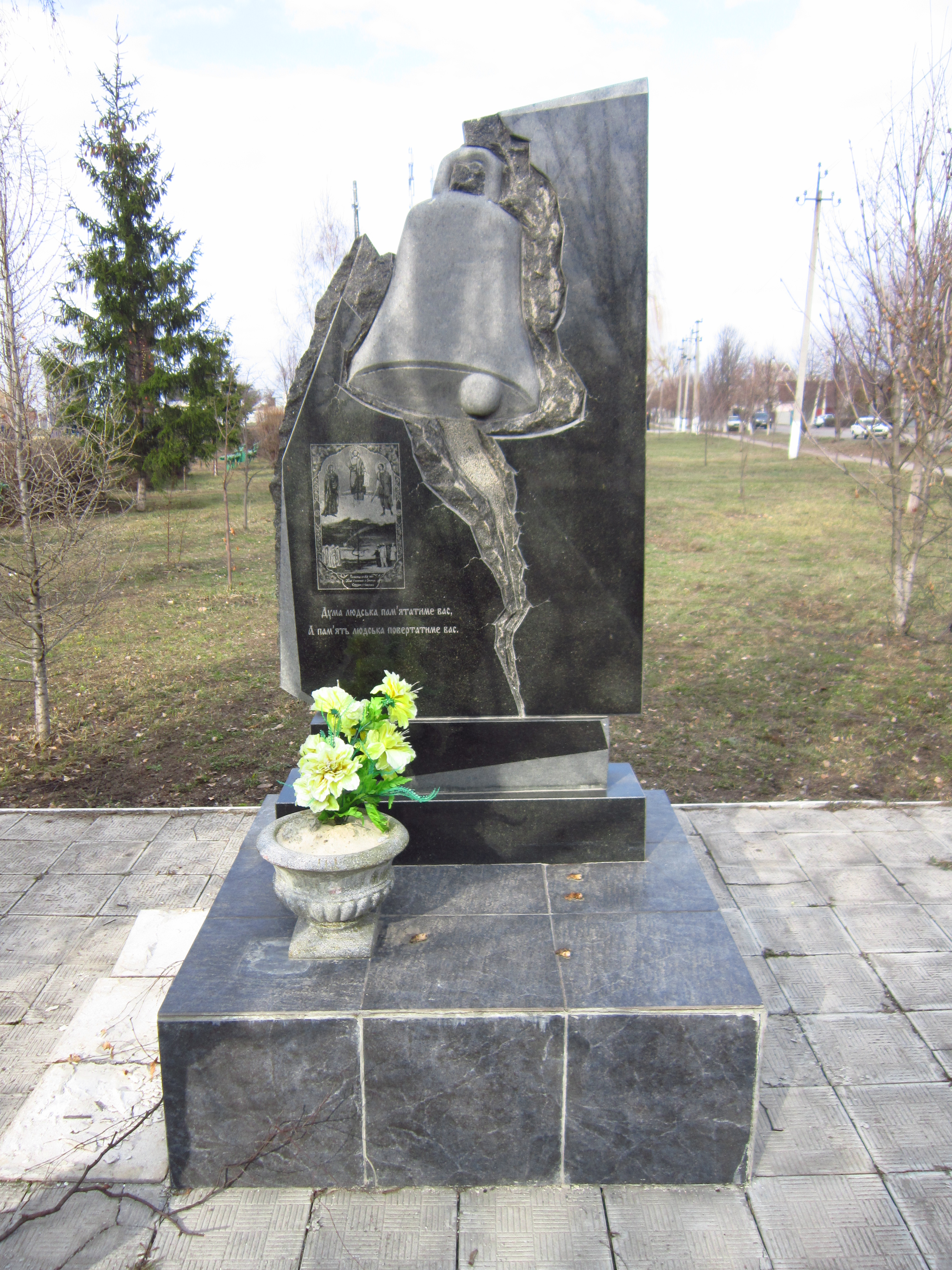
Mémorial aux liquidateurs de Tchernobyl,
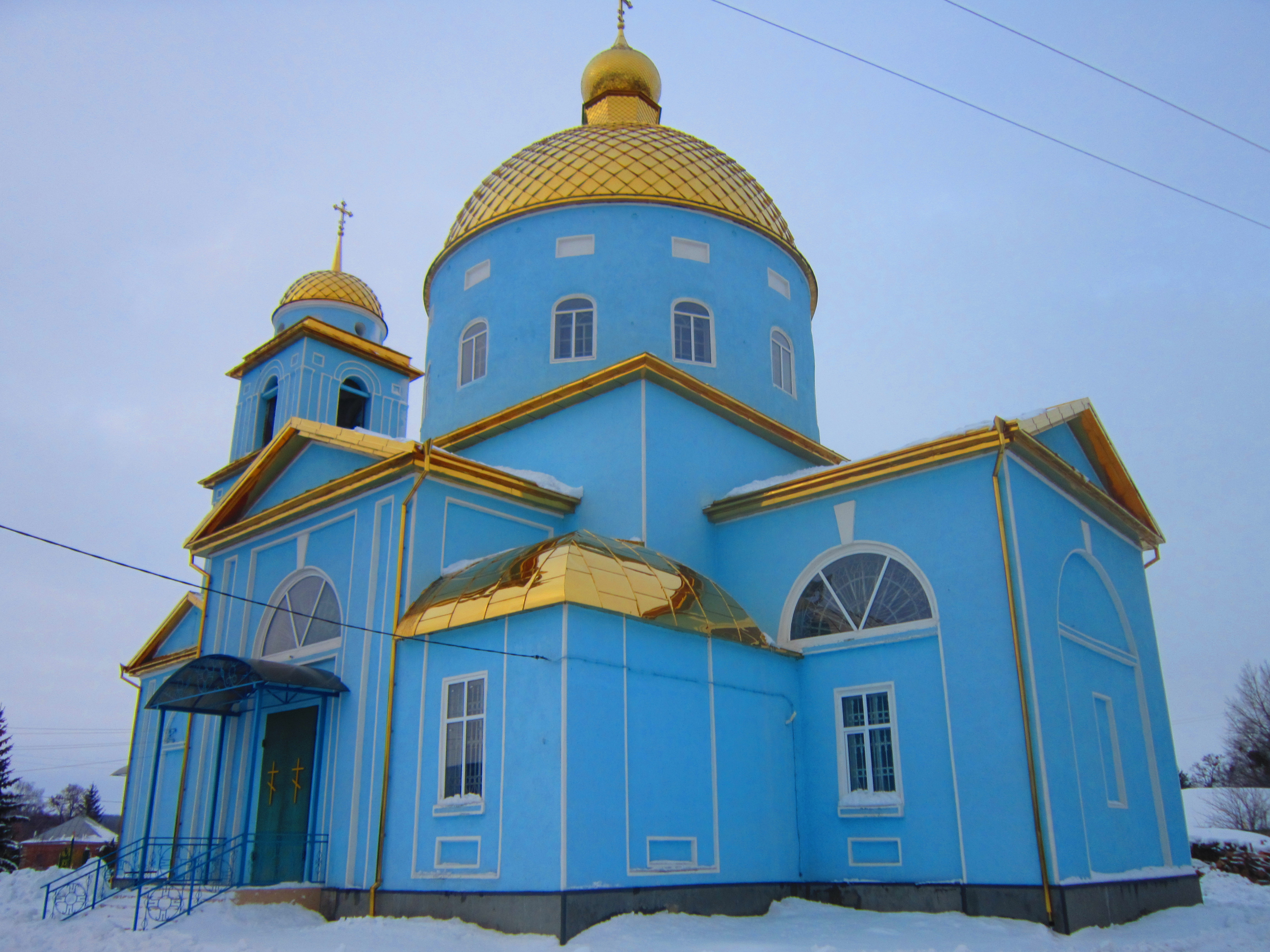
l'église de la Nativité, classée[5],
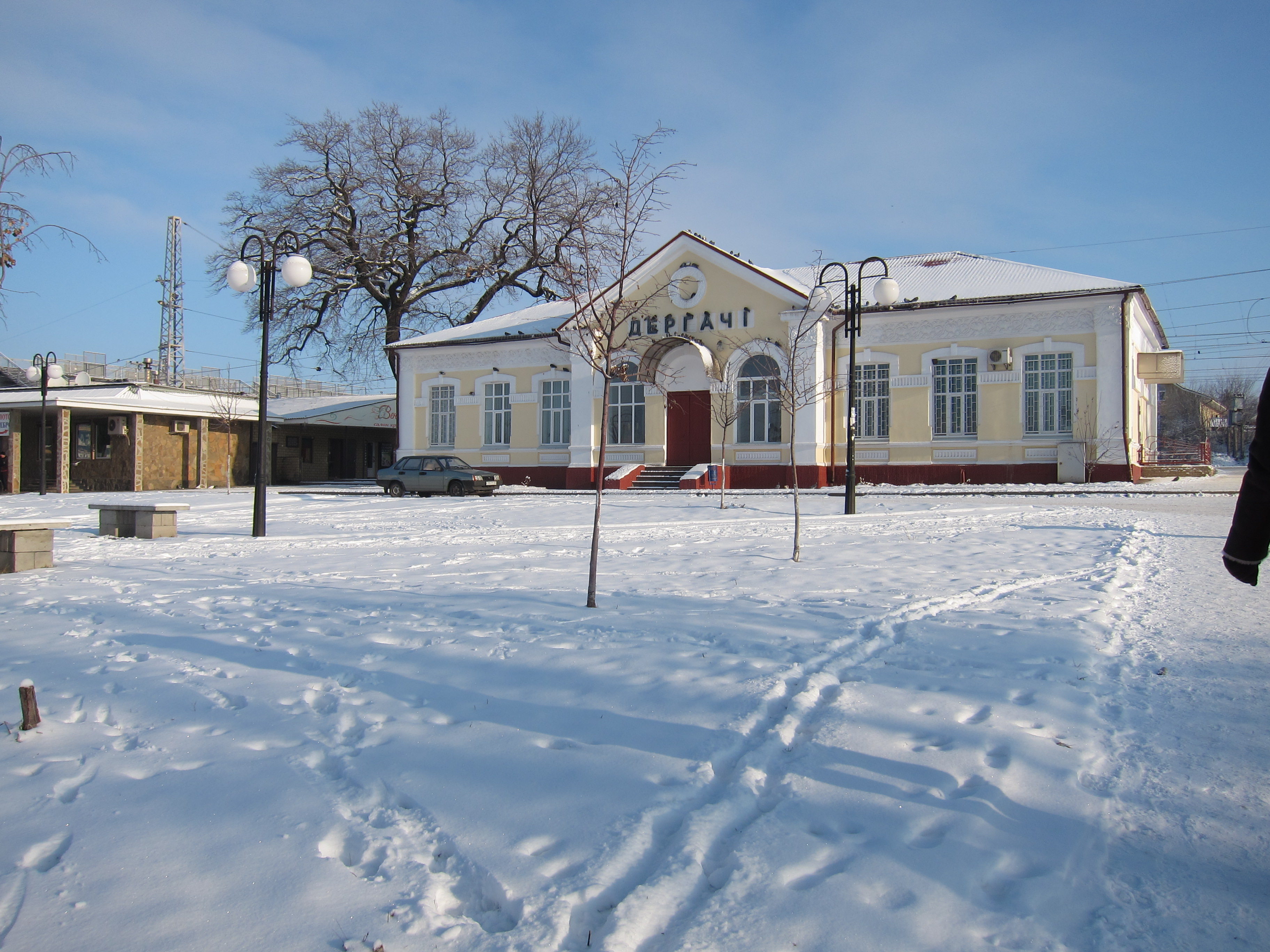
sa gare ferroviaire,
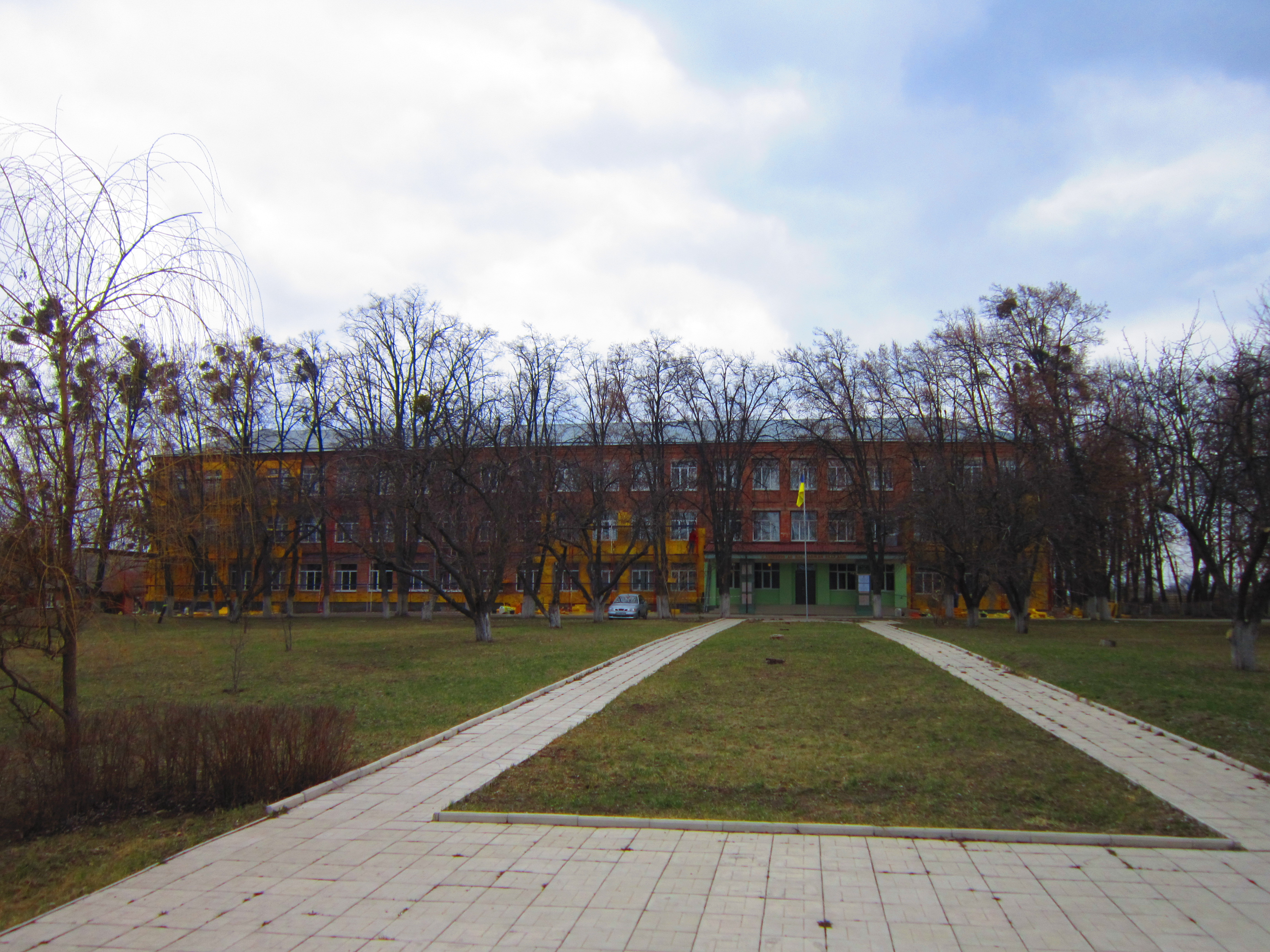
lycée N°2.